# سكودلوباغجة (سنجك)
سكودلوباغجة (بالكردية: Kunidanim أو Sogûtbahçe‏) (بالتركية: Söğütlübahçe)‏ هي قرية كرديّة رشوانيّة تتبع إداريّاً لمديرية سنجك في محافظة أديامان التركية، بلغ عدد سكانها 350 نسمة في عام 2021 ويتبعها نجع يصيقايا.